# Irma Trksak

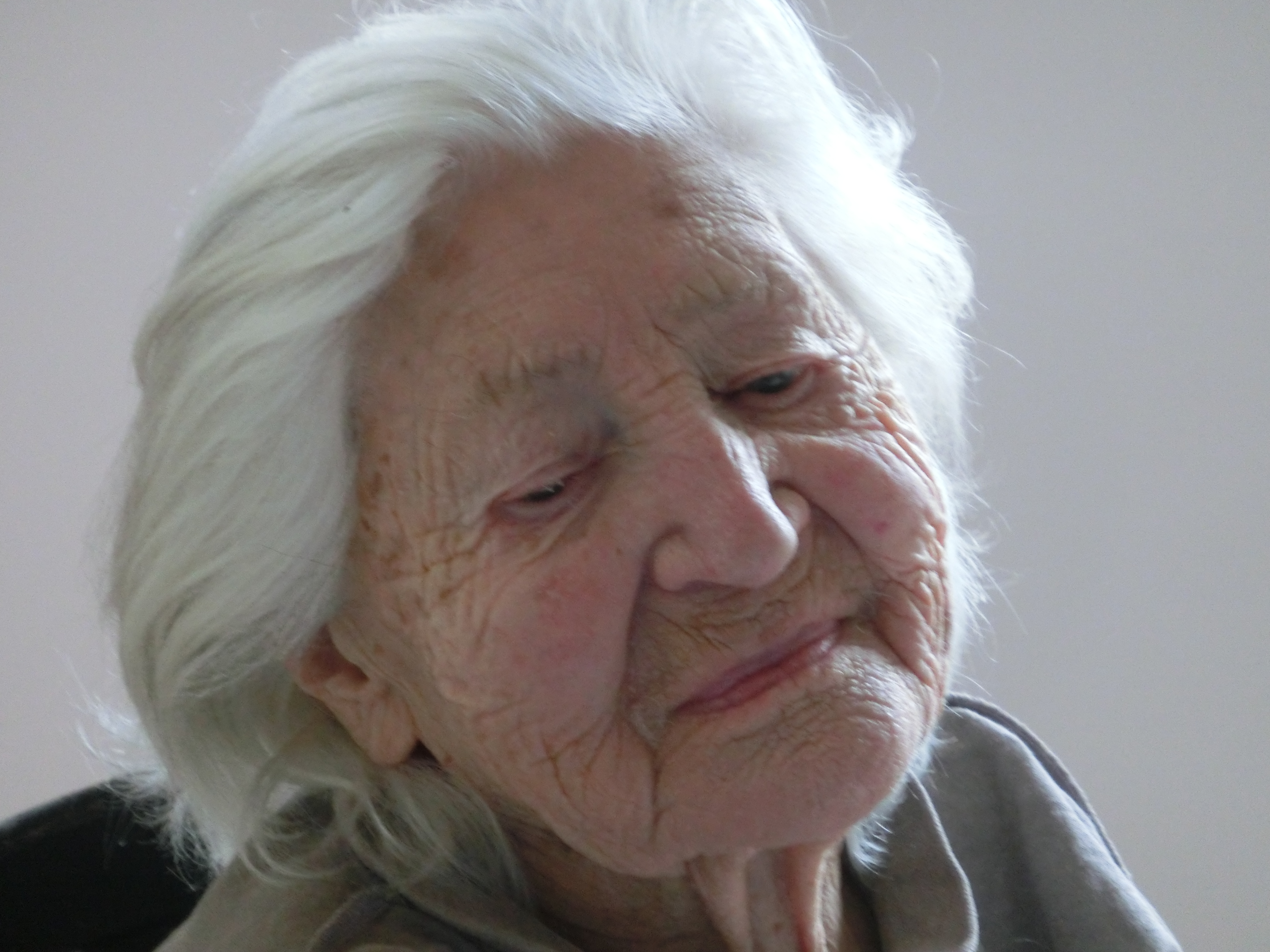
Irma Trksak 2016

Irma Trksak (geboren am 2. Oktober 1917 als Irma Trksáková in Wien; gestorben am 11. Juli 2017 ebenda) war eine österreichische Widerstandskämpferin, die sich am tschechischen Widerstand gegen den Nationalsozialismus in Wien beteiligte. 1941 wurde sie verhaftet und 1942 erfolgte die Deportation in das Konzentrationslager Ravensbrück. In der Nachkriegszeit wirkte sie als Zeitzeugin und war Mitbegründerin der Österreichischen Lagergemeinschaft Ravensbrück. Im Internationalen Ravensbrück-Komitee setzte sie sich für eine antifaschistische Erinnerungspolitik ein.

## Leben

### Frühe Jahre und Ausbildung
Irma Trksak war die Tochter von Anna Miholková und Stephan Trksak, die vor dem Ersten Weltkrieg aus der Slowakei nach Wien gezogen waren. Ihre Mutter stammte aus einer kinderreichen slowakischen Familie aus Senica die bei ihrer Großmutter, die in Wien lebte, zur Köchin und Haushaltsgehilfin ausgebildet wurde. Ihr Vater war Mitglied der Sozialdemokratischen Arbeiterpartei (Tschechische Sektion) und später auch Mitglied und Funktionär in der Gewerkschaft der Metallarbeiter. Er war gelernter Schuster arbeitete jedoch aufgrund besserer Arbeitsbedingungen als Maschinist in der Brigittenauer Eisfabrik. Dorthin nahm er Irma als Mädchen oft mit. Kurz nach dem Krieg 1919, wurde Irmas Bruder Stefan geboren und 1922 ihr Bruder Jan.
In Irmas Familie wurde Slowakisch gesprochen, Slowakisch und Tschechisch sind selbständige Sprachen mit abweichender Grammatik, es ist jedoch möglich einander zu verstehen. Da es in Wien keine slowakischen Schulen gab, besuchte sie wie ihre drei Geschwister die tschechische Schule mit zusätzlichen Kursen in den slowakischen Sprachschulen und später das Komenský-Gymnasium.  Nach der Matura studierte Trksak an der Pädagogischen Akademie in Prag und wurde 1937 mit Abschluss ihrer Ausbildung Lehrerin an der tschechischen Volksschule in Wien die von den Nazis 1940 geschlossen wurde. Daraufhin studierte sie Slawistik und unterrichtete in einer slowakischen Sprachschule. Bis zum Herbst 1939 behielt sie ihre Anstellung als Lehrerin, im Schuljahr 1939/1940 wurde ihre Stelle nicht verlängert, da die Situation der Schulen immer unsicherer wurde und weniger Eltern sich entschlossen, ihre Kinder in die tschechischen Schulen zu schicken. Verbunden mit dieser Entscheidung war die Angst vor einer Assimilierungsverweigerung, wenn die Kinder nicht deutsche Schulen besuchten. Ab Mai 1941 wurden sämtliche Subversitionen für Privatschulen gestrichen und geschlossen.
Trksaks Interesse an politischen Themen, wurden von ihrem Vater und auch durch die politische Bildung, die bereits früh auf dem Lehrplan der Schulen des Komenský-Schulverein stand geweckt. Vermutlich war dies auch ein Grund, weshalb es innerhalb der tschechischen Minderheit viele Widerstandsleistende gegen das Nazi-Regime gab.

### Widerstand gegen den Nationalsozialismus
Irma Trksak war Mitglied im Turnverein DTJ, der 1934 unter Kanzler Dollfuß geschlossen wurde, jedoch nach der Umbenennung in ČTS (Tschechoslowakischer Turnverein) weiter bestand. Innerhalb dieses Turnvereins bildeten sich bereits 1938 verschiedene Widerstandsgruppen. Es versammelten sich aktivste Mitglieder des tschechoslowakischen Widerstandes, von der Gestapo als tschechische Sektion der KPÖ bezeichnet wurden. Alois Valach gründete Ende 1940 die Kommunistische Tschechen-Bewegung Wien. Die etwa 160 Mitglieder trafen sich regelmäßig in kleinen aus fünf Personen bestehenden Gruppen in Privatwohnungen. Trksaks Gruppe bestand aus Marianne Houdek, die Frau von Alois Houdek, Ludwig Štěpánik (Trksaks Verlobter) und Bohumil Nepoitek, dem Sohn des Schulwartes der Schule, wo Trksak unterrichtete. Alois Houdek fungierte als politischer Leiter der Gruppe und konnte andere Mitglieder überzeugen: „Wir waren schon sehr früh darüber informiert, was die Politik Hitlers für alle Minderheiten bedeutete. Wir lasen Mein Kampf gemeinsam und hörten Houdeks Aufklärungen fasziniert zu. Schon bald nach dem Einmarsch der Nazis hatten wir die Idee, die Bevölkerung über die Ziele von Hitlers Politik zu informieren, da wir überzeugt waren, dass der Ausbau von Straßen, die Verstärkung der Rüstungsindustrie, die Erweiterung des Eisenbahnnetzes, die Errichtung der Munitionsfabriken doch nichts anderes bedeuteten als die Vorbereitung für einen Krieg. Allerdings hatten wir alle nicht viel Ahnung von Konspiration und illegaler Tätigkeit. Aber wir waren besessen von der Idee, dass die Bevölkerung wissen sollte, was Hitler wirklich vorhatte. Noch dazu war uns bald klar, dass Hitler auch vor der Abschiebung und Vernichtung der tschechischen und slowakischen Minderheit zurückschrecken würde.“
Die Gruppe beteiligte sich an Sabotage-Aktionen die meist die Vernichtung von Militärgut zum Ziel hatten. Ihre Empörung darüber, als Angehörige einer slawischen Minderheit (und ohne „deutsches Blut“ in den Adern) plötzlich zu einem Menschen zweiter Klasse degradiert zu werden, bestärkte sie stets in ihrem Tun. Getarnt durch sportliche Aktivitäten schrieben sie Flugblätter, verschickten Kettenbriefe an Soldaten an der Front mit Aufrufen zur Desertation und legten Brände an Depots, in denen Kriegsmaterial gelagert war.

„Wir haben in der Lobau und Schwechat Strohtristen und Getreidespeicher, die Militärgut waren, angezündet. Unter anderem haben wir auch einen Lagerplatz in Groß Enzersdorf niedergebrannt. [...] Die Idee Alois Houdeks war es, uns zu diesen Aktionen immer als Liebespaar loszuschicken. Mein Partner war Edgard Diasek. Wir fuhren mit der Straßenbahn – als Liebespaar getarnt – ins Grüne, und während wir einander küssten, versuchten wir den Zündapparat zu installieren. Wenn es nicht so ein ernstes Unterfangen gewesen wäre, hätten wir manchmal vor Lachen nicht agieren können, da wir schon einiges schauspielerisches Talent brauchten, um einerseits den Zündkörper heimlich so anzubringen, dass er auch funktionierte, andererseits uns fröhlich und verliebt in die Arme zu sinken. Wir wollten mit diesen Aktionen die Bevölkerung aufmerksam machen und dem Regime zeigen, dass nicht alle in diesem Land mit dieser Regierung einverstanden waren. Aber wir haben niemals Menschenleben gefährdet.“

Immer mehr Mitglieder der Gruppe wurden im Laufe der Zeit verhaftet und ohne Prozess in Konzentrationslager deportiert, 20 Mitglieder wurden hingerichtet.

### Verhaftung und Deportation
Am 29. September 1941 wurde Irma Trksak von der Gestapo verhaftet und zwölf Monate, die meiste Zeit davon in Einzelhaft, im Gefängnis auf der Rossauer Lände festgehalten. Es gelang der Gestapo nicht, sie in zahllosen brutalen Verhören zum Verrat anderer Gruppenmitglieder zu zwingen.

„Meine Inhaftierung und die Freiheitsberaubung im Gefängnis waren nicht das Schrecklichste. Oder dass ich nur zu Verhören und dann wieder in Einzelhaft gebracht wurde. Es war der seelische Druck, das Alleinsein. Diese Ungewissheit, was aus einem wird, waren seelische Qualen. Und man wusste ja nie, was danach kommt, denn wir hatten schon von deutschen Konzentrationslagern gehört. Ich konnte mir trotzdem niemals vorstellen, was in den Lagern vor sich geht. Denn wenn jemand aus dem KZ entlassen worden war, durfte er nie darüber sprechen, was dort vor sich ging. Man wusste zwar, dass die Insassen dort hungern mussten, dass sie qualvoll lange stehen mussten, bei den Apellen und solche Dinge. Aber wie es dort wirklich zuging, konnte ich mir nicht vorstellen. Und ich hatte nie geglaubt, dass Menschen anderen Menschen so etwas antun konnten, wie ich es dann später selbst erlebte.“

Am 27. September 1942 wurde sie mit 12 weiteren Frauen aus der tschechischen Widerstandsgruppe ohne Gerichtsverhandlung in das KZ Ravensbrück deportiert. Unter ihnen waren Antonia Bruha und Anne Vavak.

### KZ Ravensbrück

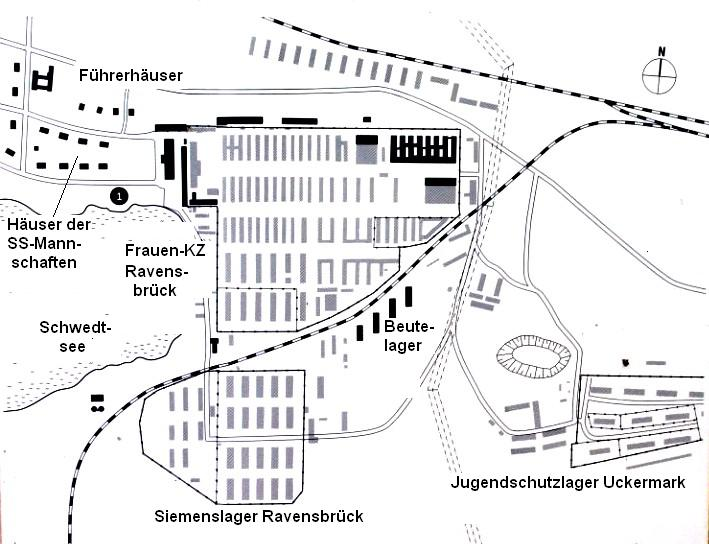
Lageplan des KZ Ravensbrück mit dem KZ Uckermark

Irma Trksak wurde am 2. Oktober 1942, ihrem 25. Geburtstag, unter der Häftlingsnummer 14177 im Konzentrationslager registriert. Nach der Ankunft im sogenannten Zugangsblock, der 270 Betten für 1600–2000 Menschen bereithielt, gehörte sie zunächst zu den Verfügbaren. Eine Häftlingsgruppe die jederzeit für jede Arbeit eingesetzt werden konnte. Trksak wurde in dieser Zeit beispielsweise zum Steineklopfen eingeteilt und musste mit anderen Häftlingen die Straße vom Lager bis nach Fürstenberg pflastern. Das Stehen im Appell hatte Irma Trksak schon im Gefängnis in Wien geübt. Jeden Morgen um halb vier Uhr früh musste sie stundenlang bei eisiger Kälte und bei jedem Wetter draußen stehen, auch Kranke, Kinder und alte Menschen waren dieser Tortur ausgesetzt.
Nach etwa einem Monat im Zugangsblock wurden die Häftlinge nach Nationalitäten aufgeteilt. Sie kam mit anderen Frauen aus der tschechischen Widerstandsgruppe in der Baracke unter, in der Rosa Jochmann Blockälteste war.
Trksak meldete sich für die Arbeit in der Rüstungsproduktion von Siemens, wo sie als Schreiberin die Arbeitsleistung der Häftlinge verzeichnen musste. Hier verfälschte sie absichtlich die Statistiken der Arbeitsleistungen der Zwangsarbeiterinnen und schützte so die Häftlinge, die nicht mehr genügend Arbeitsleistung erbrachten.
1944 wurde ein eigenes Siemenslager mit Häftlingsbaracken direkt neben den Betriebsstätten errichtet, dort wurde Trksak Stubenälteste in der Internationalen Stube. Sie musste das Essen holen, Essen austeilen, Brot aufteilen und für Sauberkeit und Ordnung sorgen. „In der Siemensbaracke konnten wir kulturelle Veranstaltungen organisieren. Wir wollten ja für das Herz und für den Intellekt auch etwas machen.“ Sie und die Stubenälteste der Tschechischen Stube, Marie Karbusová, wurden verraten, weil sie streng verbotene politische Aktivitäten und Diskussionen veranstalteten. Als Strafe wurden sie Ende Januar 1945 in das angrenzende KZ Uckermark versetzt. Dort wurden ab Januar 1945 alte und kranke Frauen unter noch schlechteren Bedingungen als im Stammlager Ravensbrück untergebracht. Irma Trksak bezeichnete die Haft im KZ Uckermark als die schwerste Zeit ihres Lebens.
Elisabeth Thury konnte ihre Position als Chefin der Häftlings-Lagerpolizei nutzen, um Irma Trksak wieder ins Hauptlager zu überstellen. Dort war sie dann Stubenälteste im Block 3. Mit der chaotischen Auflösung des Lagers gelang Trksak und ihren Freundinnen Im Chaos auf dem sogenannten Todesmarsch am 29. April 1945 die Flucht.
Auf dem Heimweg nach Österreich, am 1. Mai, wurden Irma und eine ihrer Freundinnen von einem sowjetischen Soldaten vergewaltigt, nachdem sie ihn zunächst noch auf Russisch freudig als ihren Befreier begrüßt hatten. Diese Gewalttat erschütterte das Bild der beiden KZ Überlebenden von ihren Befreiern zutiefst. In den darauffolgenden 20 Jahren, so Irma, mussten sie allerdings darüber schweigen. „...ausgerechnet ein Rotarmist, der für uns mit Glorienschein der Helden und Kämpfer gegen Hitler versehen wurde, erweist sich als gemeiner Vergewaltiger von Frauen, die unter widrigsten Umständen das KZ überlebt hatten. Das war für uns schon eine herbe Entäuschung. Wir haben es niemanden erzählt. 20 Jahre haben wir geschwiegen. Wir haben uns für diesen Rotarmisten geschämt. Ich sage seither immer: Ich habe mich selbst befreit. Mich hat niemand befreit! Ich habe mich selbst befreit!“

## Nachkriegszeit in Wien
Zurück in Wien, wo sie ihre Eltern wiederfand, erfuhr Irma Trksak, dass von ihren Geschwistern nur ihre ältere Schwester als Au-pair-Mädchen in England überlebt hatte. Die Brüder Jan und Stefan waren an der Front oder im Konzentrationslager gestorben. Ihr Freund Ludwik Štěpánek war in einem Nebenlager von Mauthausen umgekommen. Fortan widmete sie sich politischem Engagement: Aufklärung über die Naziverbrechen, um das Erzählen von den ermordeten Kameradinnen, den Kampf für Opferfürsorge und die Anerkennung des Widerstands in der wenig entnazifizierten Zweiten Republik. Enttäuscht war sie von Bekannten, Nachbarn und anderen, die nichts von den Konzentrationslagern wissen wollten. Auch mit der kommunistischen Partei, für deren Ideen sie in Ravensbrück begeistert wurde, kam es nach vielen Jahren zum Bruch.
1947 war Irma Trksak Zeugin der Anklage in den Hamburger Ravensbrück-Prozessen, die 1947–1948 stattfanden. Im selben Jahr wurde sie im KZ-Verband aktiv, und sie gehörte zusammen mit Anna Hand zu den Gründungsmitgliedern der Österreichischen Lagergemeinschaft Ravensbrück.
1951 brachte Irma einen Sohn zur Welt, beruflich war sie anfangs lange Jahre in der tschechischen Gesandtschaft tätig. Später betreute sie die tschechische Zeitung für die KPÖ. Nachdem sie aus der Partei ausgetreten war, wechselte sie in die Privatwirtschaft und arbeitete bis zu ihrer Pensionierung bei Siemens in Wien als Sachbearbeiterin. Irma Trksak war viele Jahrzehnte engagierte Zeitzeugin in Schulen, hielt Vorträge und stellte sich für Dokumentationen und Reportagen zur Verfügung.

### Politisches Engagement

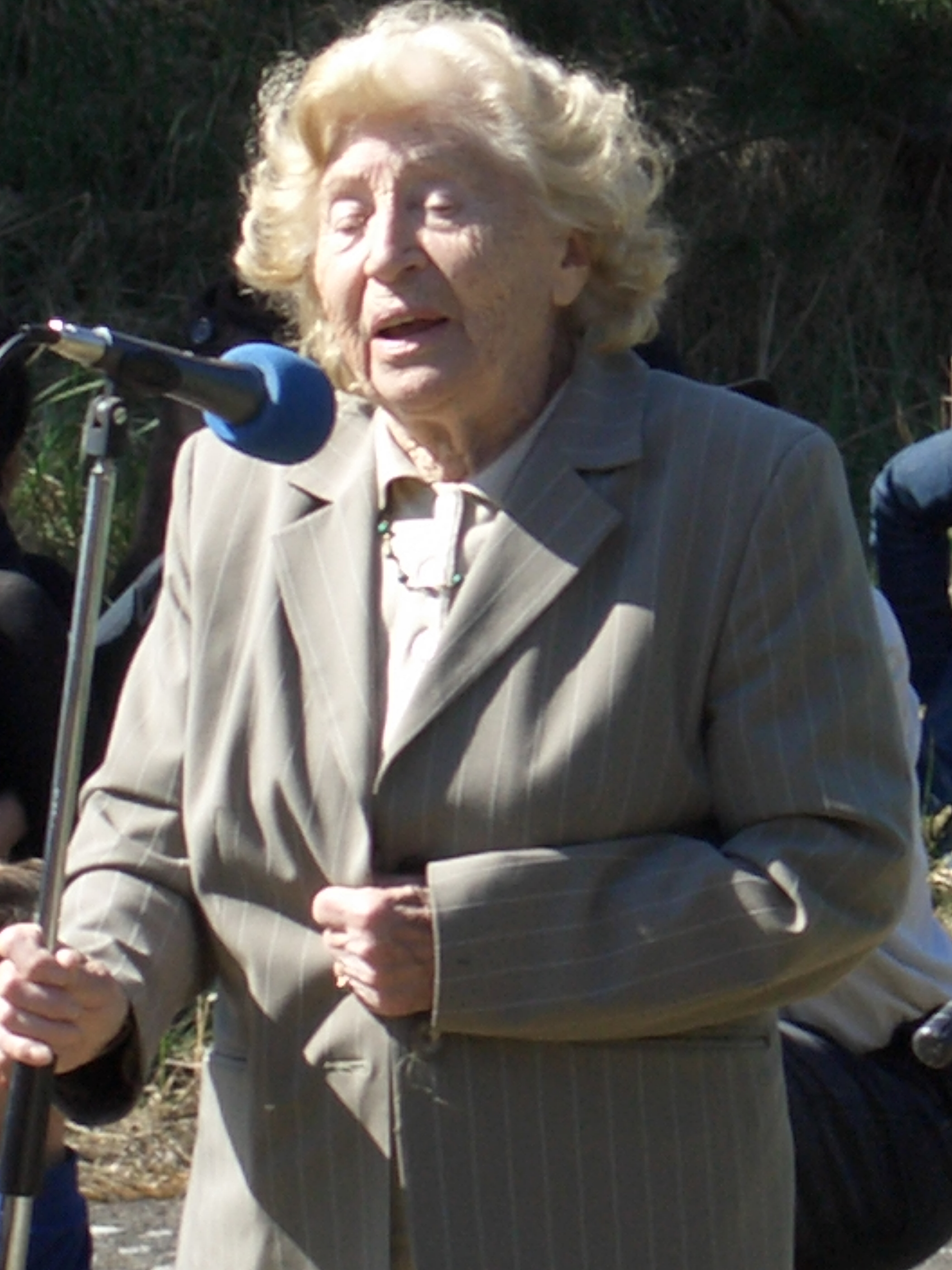
Irma Trksak anlässlich der Gedenkfeier im KZ Uckermark 2009

Nach ihrer Pensionierung widmete Irma Trksak den größten Teil ihrer Zeit und ihres Engagements der Österreichischen Lagergemeinschaft Ravensbrück. Trksak war, weit über ihre Vorstandstätigkeit als Sekretärin bis 2005 hinaus, die „Kommunikationszentrale“ der Lagergemeinschaft. Bis zu ihrem 93. Lebensjahr gehörte die Arbeit im KZ-Verband zu ihrer täglichen Routine. Ihre Krankheit hatte ihr in den letzten Lebensjahren immer schwerer zugesetzt. Trksak schwor sich, als sie aus dem Lager kam, alles zu erzählen und zu bezeugen was geschehen ist:

„Das ist der Grund, warum ich mich immer wieder bereit erkläre, über dieses Lager, über die schwerste Zeit meines Lebens zu bereichten. Denn ich fühle es als Verpflichtung gegenüber jenen Tausenden Frauen, die dort umgekommen sind. Und ich hoffe, dass die Nachkommen es zur Verpflichtungbetrachten werden, alles dagegen zu tun, dass es zu einem Uckermark, Ravensbrück, Mauthausen, Bergen-Belsen, Dachau und so weiter, zu Lagern, wie diesen niemals mehr kommen wird. Ich hoffe auch, dass wir zusammen gegen diese Kräfte, die schon wieder so groß geworden sind, gemeinsam ankämpfen, damit sie nicht noch größer und stärker werden.“

Trksak war über Jahre hinweg als Delegierte der Österreichischen Lagergemeinschaft Ravensbrück im Internationalen Ravensbrück-Komitee (IRK) aktiv. Das IRK beschäftigt sich seit seiner Gründung mit der Gestaltung und Politik der Mahn- und Gedenkstätte Ravensbrück. Für Irma Trksak war diese Arbeit sehr bedeutend und sie gehörte zu jenen Überlebenden, die schon zu den ersten Befreiungsfeiern ab 1955 nach Ravensbrück reisten. Bei der IRK-Jahrestagung 2007 in Barcelona, bei der Irma Trksak zu einer der Vize-Präsidentinnen gewählt wurde, prägte sie einen Satz, der seither vielfach aufgegriffen wurde. Es ging dabei um die schleichende Umbenennung der Mahn- und Gedenkstätte Ravensbrück in Gedenkstätte / Memorial Ravensbrück. Irma Trksak sagte 2007 im Namen der Überlebenden: „Wir wollen nicht nur gedenken, sondern auch mahnen!“

## Ehrungen
Für ihr Engagement als Zeitzeugin erhielt sie am Internationalen Frauentag 2004 von den Grünen Leopoldstadt den Preis „Frau des Jahres“.
Am 10. Februar 2016 wurde Irma Trksak mit dem Ehrenzeichen der Republik Österreich ausgezeichnet. Die Widerstandskämpferinnen Maria Cäsar und Irma Trksak erhielten das Silberne Verdienstzeichen der Republik Österreich. Anstelle von Irma Trksak war ihr Sohn Ludwig zur Ehrung erschienen und als Kultur- und Kanzleramtsminister Josef Ostermayer ihm das Verdienstzeichen und die Urkunde übergab, sagte Ludwig Trksak, er könne sich leider nicht wirklich im Namen seiner Mutter bedanken, denn Irma Trksak sei gesundheitlich nicht mehr imstande gewesen, zu realisieren, dass die Republik sie auszeichne. „Es tut mir sehr weh“, sagte Ludwig Trksak, „dass diese Ehrung so spät erfolgt.“

## Filme
- Die Frauen von Ravensbrück, Regie: Loretta Walz, Buch: Loretta Walz und Thomas Walther, D. 2006, in Koproduktion mit Greta Film, MDR, RBB und SWR
- Irma Trksak – Portrait einer Widerständigen (Edition Visible) von Bernadette Dewald (2009) 42 min
- Unter Deutschen – Zwangsarbeit im NS-Staat online via Arte Mediathek (bis 30. Mai 2023)